# EHF-Europapokal der Pokalsieger der Frauen 1999/2000
Am EHF-Europapokal der Pokalsieger 1999/2000 nahmen 30 Handball-Vereinsmannschaften aus 29 Ländern teil. Diese qualifizierten sich in der vorangegangenen Saison in ihren Heimatländern im Pokalwettbewerb für den Europapokal. Bei der 24. Austragung des Pokalsiegerwettbewerbes, konnte mit Milar L’Eliana Valencia zum ersten Mal eine Mannschaft aus Spanien den Pokal gewinnen.

## 1. Runde
Die Hinspiele der 1. Runde fanden zwischen dem 1.–8. Oktober und die Rückspiele zwischen dem 3.–10. Oktober 1999 statt.
|                             | Gesamt |                              | Hinspiel  | Rückspiel |
| --------------------------- | ------ | ---------------------------- | --------- | --------- |
| HC Rimini                   | (1)    | Milar L'Eliana Valencia      | -:-       | -:-       |
| Ikast-Bording EH            | 50:46  | Napredak Kruševac            | 27:22     | 23:24     |
| Maccabi Holon               | 34:75  | TV Lützellinden              | 21:31 (2) | 13:44 (2) |
| SV Nieuwegein               | (3)    | Kras Zagreb                  | -:-       | -:-       |
| Slavia Partizánske          | 44:49  | Kuban Krasnodar              | 22:23     | 22:26 (4) |
| Agrotel Hilendarski Plovdiv | 47:50  | Otelul Galati                | 22:26     | 25:24     |
| O.F.N. Ionias               | 45:37  | SK Ulbroka                   | 21:17     | 24:20 (5) |
| Üsküdar B. S. K.            | 31:83  | Spartak Kiew                 | 16:45 (6) | 15:38     |
| UHC Stockerau               | 76:32  | Kolcheti Poti                | 38:14     | 38:18 (7) |
| RK Skopje                   | 28:63  | LC Brühl Handball St. Gallen | 13:28 (8) | 15:35     |
| Sporting Neerpelt           | 67:39  | Latsia Nikosia               | 36:15     | 31:24     |
| Robit Olimpija Ljubljana    | 52:37  | Handball Cercle Nîmes        | 28:15     | 24:22     |
| Porto Salvo                 | 43:74  | KS EB Start Elbląg           | 26:34     | 17:40     |
| Győri Graboplast ETO        | 81:25  | ŽRK Željezničar Hadžići      | 48:12     | 33:13 (9) |

Durch ein Freilos zogen Nordstrand IF und Larvik HK direkt in das Achtelfinale ein.

## Achtelfinale
Im Achtelfinale fanden die Hinspiele vom 30. Oktober – 6. November und die Rückspiele vom 31. Oktober – 7. November 1999 statt.
|                         | Gesamt |                              | Hinspiel   | Rückspiel  |
| ----------------------- | ------ | ---------------------------- | ---------- | ---------- |
| Larvik HK               | 50:52  | Spartak Kiew                 | 36:24      | 14:28      |
| Kuban Krasnodar         | 69:42  | LC Brühl Handball St. Gallen | 35:24 (10) | 34:18 (10) |
| Nordstrand IF           | 65:42  | UHC Stockerau                | 35:19 (11) | 30:23      |
| Otelul Galati           | 58:44  | O.F.N. Ionias                | 31:20      | 27:24      |
| Ikast-Bording EH        | 52:43  | Robit Olimpija Ljubljana     | 24:23      | 28:20      |
| Kras Zagreb             | 55:53  | KS EB Start Elbląg           | 28:29      | 27:24 (12) |
| Milar L'Eliana Valencia | 52:48  | Győri Graboplast ETO         | 29:21      | 23:27      |
| TV Lützellinden         | 76:25  | Sporting Neerpelt            | 37:15 (13) | 39:10 (13) |

## Viertelfinale
Im Viertelfinale fanden die Hinspiele vom 18.–24. März und die Rückspiele vom 25.–26. März 2000 statt.
|                 | Gesamt |                         | Hinspiel   | Rückspiel |
| --------------- | ------ | ----------------------- | ---------- | --------- |
| TV Lützellinden | 57:59  | Spartak Kiew            | 31:30      | 26:29     |
| Kras Zagreb     | 50:61  | Milar L'Eliana Valencia | 25:29 (14) | 25:32     |
| Otelul Galati   | 40:43  | Ikast-Bording EH        | 18:20 (15) | 22:23     |
| Kuban Krasnodar | 49:34  | Nordstrand IF           | 29:18      | 20:16     |

## Halbfinale
Im Halbfinale fanden die Hinspiele vom 22.–24.  April und die Rückspiele vom 29.–30. April 2000 statt.
|                  | Gesamt |                         | Hinspiel | Rückspiel |
| ---------------- | ------ | ----------------------- | -------- | --------- |
| Ikast-Bording EH | 49:56  | Milar L'Eliana Valencia | 28:25    | 21:31     |
| Kuban Krasnodar  | 46:45  | Spartak Kiew            | 26:15    | 20:30     |

## Finale
Das Hinspiel fand am 20. Mai 2000 in Krasnodar im Palace of Sports Olymp und das Rückspiel am 28. Mai 2000 in Sagunt im Pabellon Municipal "Rene Marigil" statt.
|                 | Gesamt |                         | Hinspiel | Rückspiel |
| --------------- | ------ | ----------------------- | -------- | --------- |
| Kuban Krasnodar | 54:62  | Milar L'Eliana Valencia | 24:31    | 30:31     |